# Ulisse Stacchini

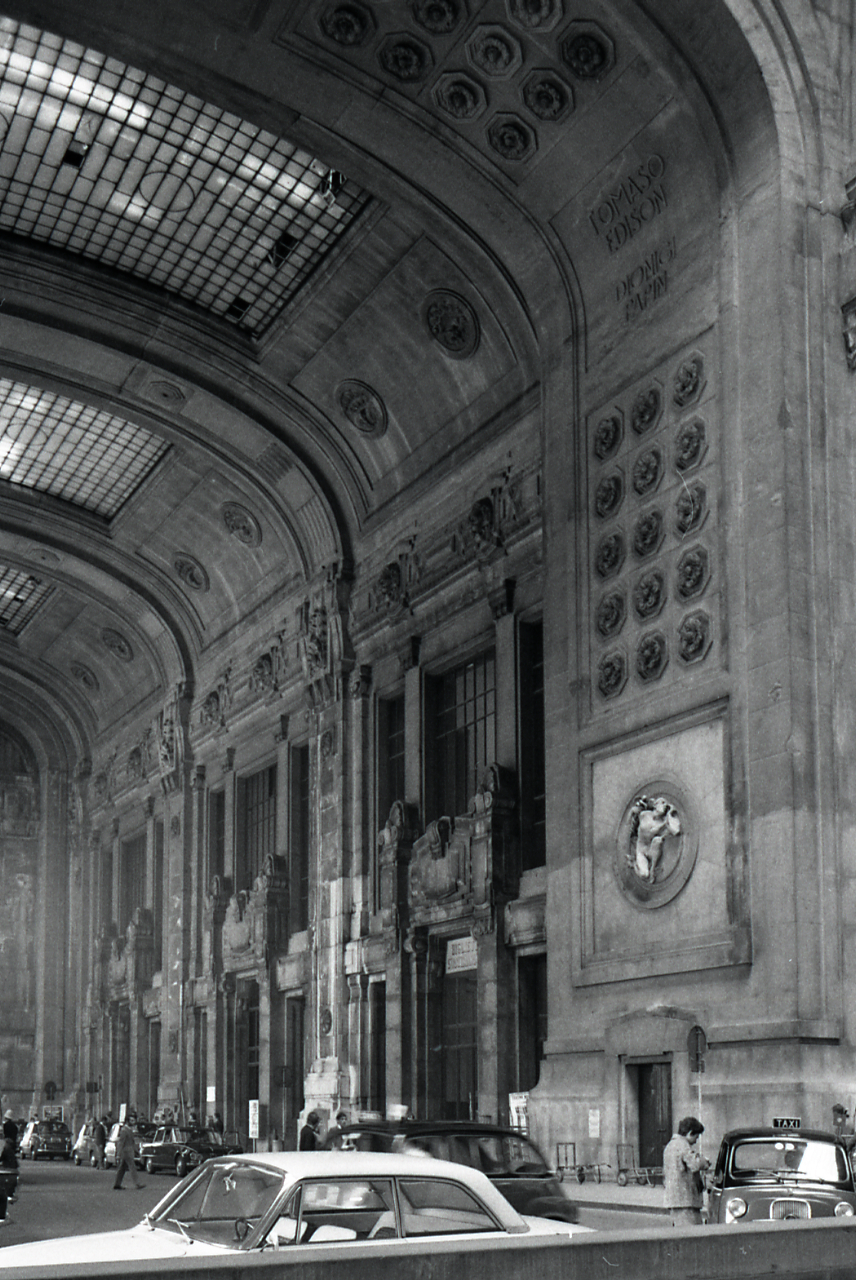
Bahnhof Milano Centrale. Foto von Paolo Monti, 1969

Ulisse Stacchini (* 3. Juli 1871 in Florenz; † 5. Januar 1947 in Sanremo) war ein italienischer Architekt. Sein bekanntestes Werk ist der Mailänder Bahnhof Milano Centrale. Stacchini errichtete auch das (nach Giuseppe Meazza benannte) San Siro Stadion in Mailand.

## Leben und Werk
Nach Abschluss seiner Studien in Rom übersiedelte Stacchini nach Mailand und entfaltete dort bald eine rege Bautätigkeit im zeittypischen Jugendstil (bekannt wurde beispielsweise das Restaurant Savini). Stacchini orientierte sich dabei an dessen Wiener Richtung, beispielsweise 1903/04 mit der Casa Donzelli (via Gioberti 1) in Mailand, der 1904 errichteten Casa Cambiaghi (via Pisacane 22) (1904), den Häusern Motta  und Prisia (via Castel Morrone 8 und 19 aus 1905, sowie den Häusern Apostolo (via Tasso 10–12; 1906–08) und Donzelli (via Revere 7; 1907–09); im Jahr 1905 gestaltete er die Privatvilla Simonini in Salò; Stacchini gestaltete auch Bankfilialen, etwa den Innenraum des Banco Ambrosiano (via Clerici 2) im Jahr 1906 oder den Sitz des Credito Varesino (via Porrone 6) im Jahr 1908 sowie Landsitze und Grabmonumente am Cimitero Monumentale, etwa die Grabstätten Beaux und Pinardi (beide aus dem Jahr 1904).
Trotz dieser regen Bautätigkeit erfolgte Stacchinis eigentlicher Durchbruch zur Prominenz erst mit dem Sieg im 1906 ausgelobten, aber erst 1911/12 entschiedenen Wettbewerb für den Mailänder Zentralbahnhof und jenen für den Friedhof von Monza. Beide Projekte wurden erst 1925–31 ausgeführt.
Stacchini war auch als Hochschullehrer am Polytechnikum Mailand tätig.